# 自由意志
自由意志（英語：Free will），又可翻譯為自由意識、自由意念，是能在各種可能的方案中進行選擇和決定行動的能力。這是一個複雜的主題，無一個為各方所認可的定義。哲學界對「自由意志」的定義並不統一；而日常人們所講的「自由意志」又不同於司法界和心理學界所理解之「自由意志」。

## 哲學觀點
「形而上的自由」是否存在有許多不同看法，問題在於人們是否有能力做真正不同的選擇。
決定論認為所有的事件，必然為先前某種因素造成的結果。
不相容論認為決定論與自由意志兩者沒有緩衝餘地。強硬決定論則同時接受決定論和不相容論，拒絕相信人有自由意志。
與強硬決定論相反的是自由意志論，認為人有形而上的自由因此排斥決定論。非決定論是一種自由意志論認為人們俱備自由意志，且由它主控的行動不是某個因素的必然結果。致動理論是一種自由意志論認為決定論或非決定論中的選擇是錯誤二分法，與其於意志不是某個因素的結果，致動理論認為自由意志下的行動是「行動者的因果關係」的案例：由一個行動者（人身、自我）引發一個結果。自由意志論是一種獨特的哲學思維，和經濟或政治理論上的自由意志論有所分別，為了避免混淆，形而上學的自由意志論有時被稱為唯意志論。
相容論認為在決定論的世界中自由意志依然存在，相容論者或許將自由意志定義為由內在因素，像是想法、信念和慾望等等所引發，同時接受決定論和相容論的哲學思想則稱為溫和決定論。

## 欲望論
傳統的欲望論認為，人只要可以去做自己想做的事情，就算是自由的。但哈里·法蘭克福認為，僅僅訴諸欲望尚不足以說明人的自由意志，我們還需要指出不同階層的欲望，以及這些不同階層的欲望之間的關係，才有可能恰當地說明自由意志。
他首先指出，人們都有各種一階的欲望，這些欲望的對象就直接是一個人所想要達成的目標或者想要得到的東西，例如對食物、香菸或快樂的追求。然而，除了一階的欲望之外，我們還有二階的欲望，這些二階的欲望並不是以任何直接的目標或東西為對象，而是以一階欲望為對象。比如說：考試臨近時，朋友相約玩通宵，這時候卻回想起明天就是考試。
在此情境中，我們有兩個一階欲望，一個是和朋友玩通宵的欲望，另一個則是讀書以獲得好成績的欲望，但是這兩個欲望是彼此衝突的，無法兼顧，因此我們就需要做出取捨。當我們做出取捨的時候，其實就是在形成二階的欲望：當我決定放棄讀書而和朋友玩通宵時，我便是形成了一個「想要『想和朋友玩通宵』的一階欲望被實現」的二階欲望；而當我決定放棄和朋友玩通宵而讀書時，我便是形成了一個「想要『想讀書以獲得好成績』的一階欲望被實現」的二階欲望。
當然，既然有一階和二階的欲望，人也可以有三階、四階甚至是更高階的欲望，每一階的欲望都是以它前一階的欲望為對象，只有一階欲望的對象是直接的目標。我們可以將各階欲望定義如下：
- 一階欲望：以某個直接目標為對象的欲望。
- 二階欲望：以某個一階欲望為對象的欲望。
- 三階欲望：以某個二階欲望為對象的欲望。

對法蘭克福來說，人特別的地方在於有能力形成高階慾望。因為能夠形成高階欲望，人可以在察覺到自己想要做某件事的時候，先問自己：「我是不是想要自己想要做這件事？」並在回答這個問題的同時，為自己做出決定，而人的自由意志其實就是這種能夠自己做決定的能力。

## 決定論對非決定論
決定論認為所有狀態的產生完全被在它之前發生的狀態決定，非決定論認為這種主張是錯的，哲學的決定論有時候用「拉普拉斯妖（Laplace's demon）這個思想實驗來說明，「誰若知道過去和現在所有的事實和所有控制世界的自然法則，並使用這些知識來預知未來，那麼他不會錯過所有微小的細節。」但拉普拉斯已經不再代表這方面的現代科學思想。
不相容論認為決定論與自由意志之間沒有緩衝餘地。不相容論者一般主張，唯有當那個人是行動的唯一起源因素，而且真正可以有其它的選擇時，那個人的行動才算是自由。不相容論者主張若決定論是正確的，那所有的選擇都已經被注定了。
有一種中間觀點，認為過去會限制，不會決定，個人的選擇是眾多結果中的其中一種，雖被過去影響但不由過去決定，即便行動者是自由在各種選擇中行使意志，行動者仍然不是其行動唯一的起因，因為沒有人能做不可能的動作，例如揮動手臂來飛行。應用在精神狀態，這個觀點提倡一個人可以選他可以想到的選項，但不能選從未進入他腦海的選項，從這個觀點看，現在做的選擇可能會開啟、決定、或局限未來的選擇。
巴魯克·史賓諾沙（Baruch Spinoza）將人類的自由意志比為一顆認為自己選擇了飛行路線與落點的石頭，在《倫理學》，他寫道，「心靈的決定若扣掉欲望就不剩什麼，會隨著各種安排改變，心靈內沒有絕對值也沒有自由意志，心靈的意願是由一個因素來決定，而這個因素是由另一因素決定，然後再另一個，再另一個，就這樣無限持續。人們會相信他們是自由的是因為他們了解自己的意志和欲望，但忽略了致成因素。」
亞瑟·叔本華（Arthur Schopenhauer），附和史賓諾沙，寫道，「大家都相信自己先天是完全自由的，甚至涵蓋個人行動，而且認為在任何時間他都可以開始另一種生活方式...。但後天，從經驗上，他會驚訝地發現自己並不自由，而是受制於必需品，而且不顧他的所有決心，他無法改變自己的行為，而這就形成從他生命開始到結束的生活，他必須扮演自己譴責的角色...。」
你可以按自己的意志行事，但在你生命裡的任何特定時間只能明確意志一件事，而且除了這件以外完全沒有其它。
——叔本華，論自由意志，第二章
我可以按自己的意志行事：我可以，如果我願意的話，把我的所有全送給窮人然後自己因此變窮——如果我願意! 但我不能願意這樣，因為在我身上的反對意願太過強大讓我無法願意這樣。另一方面，如果我有個不同的性格，也許甚至到聖人的程度，那我就能願意這樣，但這時候我就不能不願意這樣，因此我就必須這樣去做...如同一顆撞球台上的球在受到衝擊前就移動般小的可能性，一個人會在未受到某個誘因驅使前就從他的坐椅站起來的可能性也只有這麼小。換個角度看，他的站起就和一顆受到衝擊的球會滾動一樣的必然和無可避免。期望任何人會在不被興趣的驅使下做任何事就和期望一塊木頭不被線拉就移向我一樣。

——同上，第三章
叔本華說，一個人可以做他想要做的，但不能意志他想要意志的。這句話伴隨我度過生命所有的際遇，且使我容易順從他人的行為，即使那些行為讓我很煩惱。

——艾伯特‧愛因斯坦，對德國人權聯盟演講，1932年秋，柏林
腓特烈‧席勒（Friedrich Schiller）在他的美育書簡中提出方法為這個兩難困境解套，鲁道夫·斯坦纳（Rudolf Steiner）在他的自由的哲學中更深入探討。這兩位哲學家都相信個人意志最初是不自由的，不管各人的行為是基於宗教、倫理或道德原則，或從某個立場看似完全理性，或看似完全被自然欲望或動機所驅動。席勒提出解決之道是在理性原則和身體欲望這兩個極端中找出一個可玩的平衡，當各人可以自由的在不同動機或衝動中移動，他們就可無拘束的發現史代納所稱的道德想像，或稱對更高意圖之情境依賴的了解。因此自由意志不是一種自然狀態，但可從自我反思和可玩意識中得到。

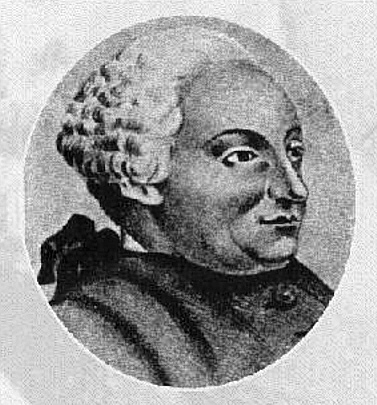
保爾·霍爾巴赫（Baron d'Holbach），一個強硬決定論者

「強硬決定論者」例如保爾·霍爾巴赫（d'Holbach），是相信決定論和排斥自由意志的不相容論者。「自由意志論者」例如托马斯·里德（Thomas Reid）、彼得·凡·殷瓦根（Peter van Inwagen）和羅伯特·凱恩（Robert Kane）等，是相信自由意志和否定決定論的不相容論者，他們認為一些種類的非決定論存在。
其餘的哲學家主張決定論與自由意志可以相容，這些「相容論者」，例如霍布斯（Thomas Hobbes），通常主張唯有當一個人的行動是那個人自己想做，而且可以假定依那個人的決定不同可以有其他的做法，那人的行動才算是自由的。在說明這個重要的但書時，休謨（David Hume）寫道，「這個假設上的自由除了被鐵鍊鎖住的囚犯外，全世界每個人都被允許擁有。」相容論者常指向自由意志明顯被剝奪的案例—例如強暴、謀殺、偷竊諸如此類。這些案例的重點不在於過去決定未來，而在於攻擊者蔑視受害者對自己行為的意願和偏好，攻擊者「強迫」受害者，然後依照相容論者的說法，就是這個在蔑視自由意志。因此他們主張決定論存在與否不重要，重要的是各人的選擇是他們各自的意願和偏好的結果，而且沒有被某些外界（甚至內在）的力量蔑視。要成為一個相容論者，一個人不需要承認任何特定的自由意志概念，只要否定決定論與自由意志相衝突即可。
另一種看法認為「自由意志」這個片語是，按霍布斯的說法，「荒謬的語言」，因為自由是一種力量是由意志所定義的—所以意志不是一種可以成為自由或不自由的東西。約翰·洛克（John Locke），在它的「人類悟性論」中說，一個人若將意志形容為「自由」那人就是犯了「範疇謬誤」。
問人類意志自由與否的這個問題根本就是錯誤的;這個問題就像是在問一個人的睡眠是否迅速，或者他的品德是否是正方形般的毫無意義：自由之不適用於形容意志，就和動作的迅速不適用於形容睡眠，外形不適用於形容品德一樣，大家會嘲笑這些問題的荒謬性：因為顯然修正動作不被歸類和睡眠有關，不同的外形不被歸類和品德有關：我想當一個人認真考量過後，他會清楚地瞭解自由是一種只屬於行動者的力量，而不能成為意志的一種特性或修改種類，且意志也只是一種力量。

——約翰·洛克，人類悟性論，第二十一章十四節
另一個問題也浮現出來在於有因素的行動能否是自由的而沒有因素的行動能否成為意願，這使自由意志成為一個矛盾修辭，一些相容論者主張前述自由意志的概念缺乏基礎形成的問題，要對決定論與自由論之間的認知衝突負上至少部份的責任。又，從相容論者的觀點來看，不相容論者對自由意志的用法可能被歸類成情緒語言。

## 道德責任和意志
社會上一般都認為人要為自己的行為負責，並且會指出這個人的所作所為應該受到的褒貶。然而，許多人相信道德責任概念和自由意志脫離不了關係，換句話說，就是有做其他選擇的能力。因此，個體是否於道德上必須負責，為什麼是或不是，就變成另一個重要的議題。
不相容論者比較會認為，決定論和道德責任彼此間格格不入，畢竟一個人不能為了一個一開始就能預知的行為而必須對誰負責。
強硬派的決定論支持者卻說
相反地相容論者則提出，決定論是道德責任的一個「先決條件」——社會不能夠認為一個人必須負責，除非他的行為是由某種事物決定的；簡單來說，就是只有當一個行為是受到某個原因所決定的時候，我們才有理由要求一個人為這件事情負責。這個論證可以溯源到十八世紀哲學家大衛·休謨的思想，而且也在該世紀後半葉被無政府主義者威廉·戈德温所沿用。到頭來，如果非決定論為真，那麼那些未被決定的事件都是隨機發生的。
那麼就產生一個問題，倘若一個人因為某個刺激毫無來由地突發在他體內神經系統而導致的某種行為，我們是否還可以或是否仍應該對這個人給予肯定或責罰呢？他們卻反駁，一個人必須在他開始必須付出道德上的責任之前，顯示出關於這個行為，有多少比重是出自於他個人的慾望和喜好，或者說，這個人的「性格」。有些自由論者對此回應，非決定的行動並非全然地隨機而任意地發生，並且認為這些是由於，獨立的意志將會做出何種選擇並非事先決定的。這個論點對廣泛的學界來說並不完善，因為它只將問題退回更沒有解決的狀態，而這關乎到形而上學中非常奇妙又詭異的概念——沒有什麼可以無中生有。
聖保羅，在他的《罗马书》中对道德责任这样发问："窑匠难道没有权柄，从一团泥里拿一块作成贵重的器皿， 又拿一块作成卑贱的器皿吗?"（《罗馬書》9章21節）依此观点，即使从根本上来说，个人的行为是由上帝决定的，他仍会因该行为而受到指责。
一种类似的观点认为：个人的道德罪错源自个人的性格。即是说，一个有着杀人犯性格的人无可避免的会杀人，但仍会被惩罚，因为惩罚有着坏的性格的人无可厚非。
道德责任的观念也假定了人格的真实性，即是说，一个人，在身体和精神的变化之外，本质上是同一的。因此，52岁的甲也要为28岁时的甲所犯的罪错負責。

## 科學的觀點
許多和腦部相關的病兆可能被稱為自由意志的混亂。強迫症病患會感覺到自己被迫去做違反個人意志的事情，像是一天洗手數十至數百次，認為這種慾望是自己所欲，但似乎卻在本質地和他的個人意志背道而馳。成癮症也會經常去做違反個人意志的事情。情緒病患者則難以自由控制自己情緒。妥瑞症（Tourette）和相關症狀的患者，會不自主地說話和運動，像是痙攣、抽搐。在美國電影Dr. Strangelove上映之後也稱為「奇愛博士症」的異手症，其患者會做出一些有意義的動作，卻沒有做這些事情的意圖，像是午夜時分的睡眠中，突然雙手掐住自己的脖子。
柏林计算神经科学伯恩斯坦中心的海恩斯（Haynes），旧金山加州大学的本杰明·利貝特（Benjamin Libet），以及洛杉矶加州大学和以色列特拉维夫医学中心的神经学家和外科医生伊扎克·弗雷德（Itzhak Fried）等人，都通过脑部扫描观测发现，早在参与者产生选择的意识之前，大脑就有了活动。也就是说，事物的运行在他们进入人的意识之前就已经被决定了。决定的意识是在决定产生之后才产生的。
美國生理學家利貝特（Benjamin Libet）在一批「什麼時候想按就可按下按鈕」的受試者腦電圖中發現，在這些人意識到他們做出決定前的半秒鐘，腦中運動皮質就已經興奮起來。後續的研究將皮質下腦區的興奮，與出現知覺意識之間的時間，拉長到整整7~10秒鐘。新的研究發現，根據一群256個神經元的活性，能讓科學家在受試者自己曉得要做什麼選擇之前，就能得出預測，準確度達80%。例如在意識到自己會點什麼菜之前，腦中某些部位很有可能已經做了決定。
神經科學家布拉斯（Marcel Brass）與黑格德（Patrick Haggard）於2007年發表在《神經科學期刊》的一項研究支持了這項假說。他們用上與利貝特相似的做法，只不過受試者可以在最後一刻按下按鈕，否決先前的決定。他們發現，腦中有塊稱做左背側中額葉的特別區域，在人進行這種有意的抑制行為時會興奮起來：「結果顯示，人腦負責意向行為的網絡中，有一塊負責自我抑制或克制意向行為的構造。」一些人將以意識抑止無意識狀態下產生做事衝動的能力給稱作「自由否定意志」（free won't）。

## 宗教觀點

### 基督教神學觀點
神學對於神聖預知的信條通常和自由意志的概念有所牴觸。畢竟，如果神的確知道什麼將要發生，能夠知道一個人會做出的所有選擇，那麼將這種選擇視為自由的表現或許會令人產生質疑，也就是說，神若已知或恆知一個人真正的選擇，那麼這似乎就扭曲了一個人的自由。這個問題事實上和亞里斯多德的海戰問題有關：明天將會或將不會發生海戰？如果將會有一場海戰發生，那麼也就是昨天的假設為真，那麼對過去而言，這場海戰勢必會發生。如果將不會發生海戰，那麼同理可知，對於過去的而言，這場戰役必然不會發生。這意味著，無論未來結果為何，未來都是由過去的真理之上——這真理便是過去對於未來的假設。然而，部分哲學家認為，必然性和可能性都是定義在一個時間或經驗上已知的環境介質的基準點，所以若有什麼事物對於一個觀察者的觀點來說只是可能，那麼或許對一個全知者而言，它就是必然的。有些哲學家相信，自由意志就等於擁有靈魂，因此，根據一些聲稱動物沒有靈魂的論點，他們是沒有自由意志的，不過這個論點成立的先決條件卻是，我們必須先證明動物沒有靈魂。猶太哲學則是強調，自由意志是人類靈魂本質的產物，因此用希伯來語表示「呼吸」的字根「nshm נשמ」衍生出的字彙「neshama」便代表靈魂。

#### 新教
在新教的神學觀點中，人并不存在所謂的「宿命」和「命運」，人的結局并沒有「注定」，「自由意志」可以理解為上帝將自己的特征給予祂所創造的人，即有自主的意志活動能力，可以進行選擇、相信、懷疑、接受、拒絕的意志活動，這也是基督教圣經中提到能夠使人犯罪或者得到救贖的自主能力。

#### 加尔文主义
加尔文主義認為預定論和自由意志互不矛盾，兩者是並行不悖的。

#### 天主教
自由意志對天主教來說是極為重要的。聖奧古斯丁和聖托馬斯是早期主要的提倡者，天主教對自由意志和感恩的強調，或可和新教的思維作一番對照，尤其是在反宗教改革之後兩者的分歧更加懸殊。（請參看文末對天主教百科全書的外部連結）

### 回教觀點
從古蘭經的解讀可知，回教認為神是全知且全能的，祂恆知一切。傳統的自由意志在這兒仍舊是要使人認知到必須為他的言行負責，經文之中也提及：「沒有人該背負著他人的重擔」，但一切个人的自由意志都不会超过神的預知。

### 佛教觀點
佛教並不強調自由意志。根據緣起法的說明，基於整個世界的存在都是因緣和合的，不同個體只是五蘊因緣聚合，自性并不是恆常不變的。